# Mèo Siberia

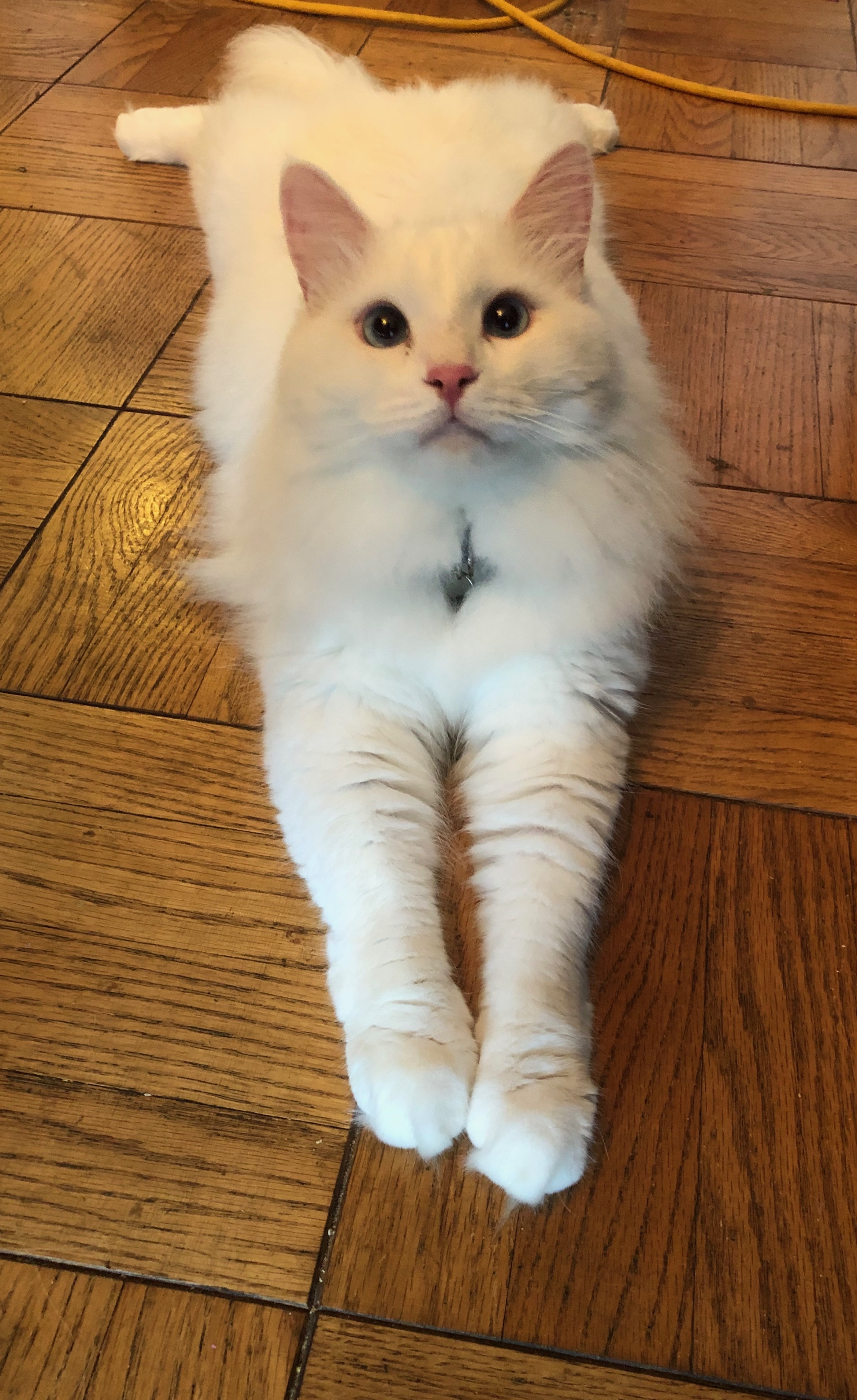
Đây là một con mèo Siberia đực

Mèo Siberia là một giống mèo nhà, có mặt ở Nga trong nhiều thế kỷ, và gần đây đã được phát triển trở thành một giống mèo chính thức, với các tiêu chuẩn được ban hành từ cuối những năm 1980.
Giống mèo này có kích thước nằm trong khoảng từ trung bình đến trung bình khá. Một tên dài hơn chính thức của giống này là Mèo rừng Siberia, nhưng giống mèo này thường được gọi dưới những cái tên khác là Siberia hoặc mèo Siberia. Một tên gọi khác chính thức cho giống mèo là Mèo lông nửa dài Moscow. Mèo Siberia cũng là một giống mèo cổ xưa được cho là tổ tiên cho tất cả những giống mèo lông dài trong thời kì hiện đại. Mèo Siberia có nhiều điểm tương đồng với mèo rừng Na Uy và giữa hai giống mèo có liên quan chặt chẽ với nhau.

## Lịch sử
Mèo Siberia đã được đề cập lần đầu tiên trong một cuốn sách của tác giả Harrison Wier, trong đó bao gồm thông tin về các chương trình biểu diễn mèo đầu tiên ở Anh vào năm 1871. Mèo Siberi đầu tiên đến Hoa Kỳ vào năm 1990. Mặc dù giống mèo này khá phổ biến, chi phí của nhập khẩu mèo từ Nga tương đối ít bên ngoài châu Âu.
Trong các người yêu thích mèo ở Nga, mỗi câu lạc bộ mèo phát triển các tiêu chuẩn mèo của riêng mình. Thực tế này dẫn đến nhiều sự nhầm lẫn ở Hoa Kỳ và các nước khác khi mèo Siberia đầu tiên đến nước này và nhiều cá thể mèo khi xuất hiện lại các các đặc điểm khá khác nhau, tùy thuộc vào khu vực mà họ có nguồn gốc từ Nga. Một trong những tiêu chuẩn mèo Siberia được viết sớm nhất đã được công bố bởi Câu lạc bộ Mèo Kotofei ở St. Petersburg năm 1987.